# Час і матеріали
Час і матеріали (T&M, англ. Time and materials) — модель ціноутворення та термін, який визначає оплату праці на основі часу, та матеріалів, витрачених працівниками підрядника та субпідрядниками на виконання роботи, незалежно від того, скільки роботи потрібно для завершення будівництва. T&M зазвичай використовуються в аутсорсингу та проєктах, у яких неможливо точно оцінити розмір проєкту, або коли очікується, що вимоги проєкту, швидше за все, зміняться.
Це протиставляється контракту з фіксованою ціною, за яким власник погоджується сплатити підряднику одноразову суму за виконання контракту незалежно від того, що підрядники платять своїм працівникам, субпідрядникам і постачальникам.
Багато контрактів T&M також передбачають гарантовану максимальну ціну, яка встановлює верхню межу суми, яку може стягувати підрядник, але також дозволяє власнику платити меншу суму, якщо роботу буде виконано швидше.